# Денбишир
 Денбишир  (англ. Denbighshire, валл. Sir Ddinbych) — унитарная административная единица (округ) Уэльса со статусом графства (англ. county).
Унитарная единица образована Актом о местном управлении 1994 г.
Область расположена в северном Уэльсе и граничит с областями Конуи и Гуинет на западе, Поуис на юге, Рексем и Флинтшир на востоке.
Территория Денбишира содержит значительную часть земель, входивших в состав традиционного графства Денбишир.
Основными городами области являются: Рил, Денби (англ.), Лланголлен, Лланруст и Ритин.